# Anania recreata
Anania recreata is een vlinder van de familie van de grasmotten (Crambidae). De wetenschappelijke naam van deze soort is voor het eerst voorgesteld als Phlyctaenia recreata door Edward Meyrick in een publicatie uit 1938.
De soort komt voor in Indonesië (Java).